# Copihue (kulle)
Copihue är en kulle i Antarktis. Den ligger i Sydshetlandsöarna. Argentina, Chile och Storbritannien gör anspråk på området.
Terrängen runt Copihue är huvudsakligen platt, men söderut är den kuperad. Havet är nära Copihue norrut. Trakten är obefolkad. Det finns inga samhällen i närheten. 